# 코프 (영화)
코프(Le Coup Du Parapluie)는 프랑스에서 제작된 제라드 우리 감독의 1980년 코미디, 범죄 영화이다. 게르트 프뢰베 등이 주연으로 출연하였고 알렝 프와레 등이 제작에 참여하였다.

## 출연

### 주연
- 게르트 프뢰베
- 발레리 메레스

### 조연
- 고든 미첼
- 피에르 리샤르

## 제작진
- 미술: 장 앙드레
- 의상: 타니네 오트레
- 의상: 자크 폰테레이
- 배역: 마고트 카펠리어